# Corallium johnsoni
Corallium johnsoni är en korallart som beskrevs av Gray 1860. Corallium johnsoni ingår i släktet Corallium och familjen Coralliidae. Inga underarter finns listade i Catalogue of Life.